# Drosophila ocellata
Drosophila ocellata este o specie de muște din genul Drosophila, familia Drosophilidae, descrisă de Hardy și Kaneshiro în anul 1969. Conform Catalogue of Life specia Drosophila ocellata nu are subspecii cunoscute.